# El Hoyo de Pinares
El Hoyo de Pinares är en ort i Spanien. Den ligger i provinsen Provincia de Ávila och regionen Kastilien och Leon, i den centrala delen av landet, 60 km väster om huvudstaden Madrid. El Hoyo de Pinares ligger 851 meter över havet och antalet invånare är 2 429.
Terrängen runt El Hoyo de Pinares är kuperad. Runt El Hoyo de Pinares är det ganska glesbefolkat, med 21 invånare per kvadratkilometer. Närmaste större samhälle är San Martín de Valdeiglesias, 15,6 km söder om El Hoyo de Pinares.